# William Lipscomb
William Nunn Lipscomb (Cleveland, 9 december 1919 – Cambridge, 14 april 2011) was een Amerikaanse anorganisch chemicus, die werkte in de experimentele en theoretische chemie en in de biochemie. In 1976 ontving hij de Nobelprijs voor de Scheikunde.

## Biografie
Hij werd geboren in Cleveland als zoon van William Sr. en Edna (Porter) Lipscomb, maar zijn familie verhuisde al toen hij nog jong was naar Lexington. In 1941 behaalde hij zijn bachelor aan de Universiteit van Kentucky en in 1946 behaalde hij zijn doctoraal aan het California Institute of Technology. Van 1946 tot 1959 gaf hij les aan de Universiteit van Minnesota. Sinds 1959 was hij professor in de scheikunde aan de Harvard-universiteit.
Lipscomb was gehuwd van 1944 tot 1983 met Mary Adele Sargent. Ze hadden drie kinderen, van wie er één slechts enkele uren leefde. De andere kinderen waren zoon James en dochter Dorothy. Na zijn scheiding hertrouwde hij in 1983 met Jean Evens. Ze hadden een geadopteerde dochter, Jenna.

## Werk
In de jaren 50 ontrafelde hij de molecuulstructuur van boranen, verbindingen van boor en waterstof, door gebruik te maken van röntgenkristallografie en hij ontwikkelde theorieën om de bindingen van boranen te verklaren. Later paste hij dezelfde methode toe voor soortgelijke problemen, waaronder de structuur van carboranen waarmee hij het onderzoek van toekomstig Nobelprijswinnaar Roald Hoffmann stuurde. In 1976 kreeg Lipscomb de Nobelprijs voor de Scheikunde voor zijn studie naar de stereochemische structuur en theoretische verklaring van boranen. Hij overleed op 91-jarige leeftijd.
Het latere onderzoek van Lipscomb richtte zich de atomaire structuur van eiwitten en hoe enzymen werken. In 1967 werd door de onderzoeksgroep onder zijn leiding de driedimensionale structuur opgehelderd van carboxylpeptisade A, een enzym in het maag-darmkanaal dat de peptidebinding aan de carboxylkant hydrolyseert.
1901: Van 't Hoff ·
1902: E. Fischer ·
1903: Arrhenius ·
1904: Ramsay ·
1905: Baeyer ·
1906: Moissan ·
1907: Buchner ·
1908: Rutherford ·
1909: Ostwald ·
1910: Wallach ·
1911: Curie ·
1912: Grignard, Sabatier ·
1913: Werner ·
1914: Richards ·
1915: Willstätter ·
1918: Haber ·
1920: Nernst ·
1921: Soddy ·
1922: Aston ·
1923: Pregl ·
1925: Zsigmondy ·
1926: Svedberg ·
1927: Wieland ·
1928: Windaus ·
1929: Harden, Euler-Chelpin ·
1930: H. Fischer · 
1931: Bosch, Bergius ·
1932: Langmuir ·
1934: Urey ·
1935: F. Joliot-Curie, I. Joliot-Curie ·
1936: Debye ·
1937: Haworth, Karrer ·
1938: Kuhn ·
1939: Butenandt, Ružička ·
1943: Hevesy · 
1944: Hahn ·
1945: Virtanen ·
1946: Sumner, Northrop, Stanley ·
1947: Robinson · 
1948: Tiselius · 
1949: Giauque ·
1950: Diels, Alder ·
1951: McMillan, Seaborg ·
1952: Martin, Synge ·
1953: Staudinger ·
1954: Pauling ·
1955: Vigneaud ·
1956: Hinshelwood, Semjonov ·
1957: Todd ·
1958: Sanger ·
1959: Heyrovský ·
1960: Libby ·
1961: Calvin ·
1962: Perutz, Kendrew ·
1963: Ziegler, Natta ·
1964: Hodgkin ·
1965: Woodward ·
1966: Mulliken ·
1967: Eigen, Norrish, Porter ·
1968: Onsager ·
1969: Barton, Hassel ·
1970: Leloir ·
1971: Herzberg ·
1972: Anfinsen, Moore, Stein · 
1973: E.O. Fischer, Wilkinson · 
1974: Flory ·
1975: Cornforth, Prelog ·
1976: Lipscomb ·
1977: Prigogine · 
1978: Mitchell ·
1979: Brown, Wittig ·
1980: Berg, Gilbert, Sanger ·
1981: Fukui, Hoffmann ·
1982: Klug ·
1983: Taube ·
1984: Merrifield ·
1985: Hauptman, Karle ·
1986: Herschbach, Lee, Polanyi ·
1987: Cram, Lehn, Pedersen ·
1988: Deisenhofer, Huber, Michel ·
1989: Altman, Cech ·
1990: Corey ·
1991: Ernst ·
1992: Marcus ·
1993: Mullis, Smith ·
1994: Olah ·
1995: Crutzen, Molina, Rowland ·
1996: Curl, Kroto, Smalley ·
1997: Boyer, Walker, Skou ·
1998: Kohn, Pople ·
1999: Zewail ·
2000: Heeger, MacDiarmid, Shirakawa ·
2001: Knowles, Noyori, Sharpless ·
2002: Fenn, Tanaka, Wüthrich ·
2003: Agre, MacKinnon ·
2004: Ciechanover, Hershko, Rose ·
2005: Grubbs, Schrock, Chauvin ·
2006: Kornberg ·
2007: Ertl ·
2008: Shimomura, Chalfie, Tsien ·
2009: Steitz, Yonath, Ramakrishnan ·
2010: Heck, Negishi, Suzuki ·
2011: Shechtman ·
2012: Kobilka, Lefkowitz ·
2013: Karplus, Levitt, Warshel ·
2014: Betzig, Hell, Moerner ·
2015: Lindahl, Modrich, Sancar ·
2016: Sauvage, Stoddart, Feringa ·
2017: Dubochet, Frank, Henderson · 
2018: Arnold, Winter, Smith ·   
2019: Goodenough, Whittingham, Yoshino ·
2020: Charpentier, Doudna ·
2021: List, MacMillan ·
2022: Bertozzi, Meldal, Sharpless ·
2023: Bawendi, Brus, Jekimov ·
2024: Baker, Hassabis, Jumper